# Соколы свободы Курдистана
«Соколы свободы Курдистана» (курд. Teyrêbazên Azadiya Kurdistan, TAK; тур. Kürdistan Özgürlük Şahinleri), или «Ястребы свободы Курдистана» — курдская националистическая террористическая группировка в Турции, которая борется за независимое курдское государство в юго-восточной Турции.
Группировка сформировалась и начала осуществлять теракты в 2004 году.
11 декабря 2016 года группировка взяла на себя ответственность за двойной теракт в Стамбуле, произошедший днём ранее.